# Prémios Autores de 2021
Na sequência da pandemia de Covid-19, a gala da 12.ª Edição dos Prémios Autores foi substituída por um concerto comemorativo da vida e da obra de Paulo de Carvalho, que comemorou seis décadas de carreira no ano de 2021. Esse concerto teve lugar no dia 16 de novembro de 2021, na Aula Magna da Reitoria da Universidade de Lisboa.
Ao contrário de anos anteriores, os prémios especiais (prémio vida e obra e prémio para a melhor programação cultural autárquica) não foram atribuídos.

## Vencedores
Nota
Os vencedores estão destacados a negrito e em maiúsculas.

### Artes visuais
- Melhor exposição de artes plásticas
  - “MELANCOLIA PROGRAMADA” DE GABRIEL ABRANTES – MAAT
  - “Linda Funda” de Nuno Sousa Vieira – Fundação Carmona e Costa
  - “Objectos em eterno colapso” de João Ferro Martins – Galerias Municipais – Pavilhão Branco

- Melhor trabalho de fotografia
  - “ECLIPSE” DE ANTÓNIO JÚLIO DUARTE – GALERIA BRUNO MÚRIAS
  - “Ballad of today” de André Cepeda – MAAT
  - “Da periferia vê-se a cidade” de Catarina Botelho – Galerias Municipais – Pavilhão Branco

- Melhor trabalho cenográfico
  - “NED KELLY” DE PEDRO SILVA
  - “A reconquista de Olivenza” de Catarina Barros
  - “Subitamente no verão passado” de Stéphane Alberto

### Cinema
- Melhor argumento
  - “ORDEM MORAL” DE CARLOS SABOGA
  - “Listen” de Ana Rocha de Sousa
  - “Patrick” de Gonçalo Waddington

- Melhor filme
  - “ORDEM MORAL” DE MÁRIO BARROSO
  - “Listen” de Ana Rocha de Sousa
  - “Patrick” de Gonçalo Waddington

- Melhor atriz
  - LÚCIA MONIZ EM “LISTEN”
  - Maria de Medeiros em “Ordem Moral”
  - Catarina Wallenstein em “O ano da morte de Ricardo Reis”

- Melhor ator
  - MARCELLO URGEGHE EM “ORDEM MORAL”
  - Ricardo Pereira em “Golpe de Sol”
  - Ruben Garcia em “Listen”

### Dança
- Melhor coreografia
  - “ONIRONAUTA” DE TÂNIA CARVALHO
  - “Mal – Embriaguez divina” de Marlene Monteiro Freitas
  - “Os três irmãos” de Victor Hugo Pontes

### Literatura
- Melhor livro de ficção narrativa
  - “GENTE ACENANDO PARA ALGUÉM QUE FOGE” DE PAULO FARIA – EDITORA MINOTAURO
  - “A Melhor Máquina Viva” de José Gardeazabal – Companhia das Letras
  - “Está Frio Lá Fora…” de António Panarra – Editora Guerra & Paz

- Melhor livro de poesia
  - “A MATÉRIA ESCURA E OUTROS POEMAS” DE JORGE SOUSA BRAGA – EDITORA ASSÍRIO & ALVIM
  - “Putrefacção e fósforo” de José Emílio-Nelson – Editora Abysmo
  - “A faca que une” de António Amaral Tavares – Editora Do Lado Esquerdo

- Melhor livro infantojuvenil
  - “1º DIREITO”, TEXTO: RICARDO HENRIQUES, ILUSTRAÇÃO: NICOLAU, EDITORA: PATO LÓGICO
  - “Noa”, Texto: Susana Cardoso Ferreira, Ilustração: Raquel Costa, Editora: Oficina do Livro
  - “Inácia, a galinha sindicalista”, Texto: Dora Santos Rosa, Ilustração: Felisbela Fonseca, Editora: Tigre de Papel

### Música
- Melhor tema de música popular
  - “TUDO NO AMOR” DE CLÃ, AUTORES: HÉLDER GONÇALVES E SÉRGIO GODINHO
  - “Kriolu” de Dino D’Santiago (com participação de Julinho KSD), autores: Claudino Pereira, Júlio Lopes, Kalaf Epalanga, J. Barbosa e Pedro Maurício
  - “Eram 27 Metros de Salto” de Noiserv, autor: Noiserv

- Melhor trabalho de música erudita
  - “POSLÚDIO” DE TIAGO DERRIÇA
  - “NowState” de Gonçalo Gato
  - “303 – Circ. Praça Constituição” de Nuno Lobo

- Melhor trabalho de música popular
  - “VIAS DE EXTINÇÃO” DE BENJAMIM
  - “Véspera” de Clã
  - “Máquina de Vénus” de Blacksea Não Maya

### Rádio
- Melhor programa de rádio
  - “RADICAIS LIVRES” DE RUI PÊGO, JAIME NOGUEIRA PINTO E PEDRO TADEU – ANTENA1
  - “A fuga da arte” de Ricardo Saló – Antena2
  - “E o resto é história” de Rui Ramos e João Miguel Tavares – Rádio Observador

### Teatro
- Melhor espetáculo
  - “A PAIXÃO SEGUNDO JOÃO”, ENCENAÇÃO: PEDRO LACERDA
  - “Catarina e a beleza de matar fascistas”, encenação: Tiago Rodrigues
  - “Subitamente no Verão passado”, encenação:  Bruno Bravo

- Melhor atriz
  - ANA MOREIRA EM “FORA DE CAMPO”
  - Carolina Salles em “Subitamente no verão passado”
  - Custódia Gallego em “Maria, A Mãe”

- Melhor ator
  - PEDRO LACERDA EM “PAIXÃO SEGUNDO JOÃO”
  - Cláudio da Silva em “Lorenzaccio”
  - João Pedro Mamede em “A máquina Hamlet”

- Melhor texto português representado
  - “A RECONQUISTA DE OLIVENZA” DE RICARDO NEVES-NEVES
  - “Catarina e a beleza de matar fascistas” de Tiago Rodrigues
  - “Ned Kelly” de Pedro Alves

### Televisão
- Melhor programa de informação
  - “JORNAL 2” (RTP), AUTORIA: DIREÇÃO DE INFORMAÇÃO
  - “Radar XS” (RTP2), autoria: Andrea Basílio, Andreia Friaças, Magda Valente e Sofia Esperto
  - “Esquecidos” (SIC Notícias e Médicos Sem Fronteiras), coordenação: Sandra Varandas e Rute Vasco

- Melhor programa de ficção
  - “TERRA NOVA” (RTP), AUTORIA: ARTUR RIBEIRO E NUNO DUARTE, REALIZAÇÃO: JOAQUIM LEITÃO
  - “Crónicas dos bons malandros” (RTP), autoria: Jorge Paixão da Costa, Mário Botequilha e Mário Zambujal, realização: Jorge Paixão da Costa
  - “Esperança” (SIC), autoria: Pedro Varela, Pedro Goulão e Frederico Pombares, realização: Pedro Varela

- Melhor programa de entretenimento
  - “HERDEIROS DE SARAMAGO” (RTP), AUTORIA: CARLOS VAZ MARQUES, REALIZAÇÃO: GRAÇA CASTANHEIRA
  - “Eléctrico” (RTP/Antena 3), autoria: Henrique Amaro e André Tentúgal, realização: André Tentúgal
  - “Isto é gozar com quem trabalha” (SIC), autoria: Ricardo Araújo Pereira, José Diogo Quintela, Miguel Góis, Cláudio Almeida, Manuel Cardoso, Cátia Domingues, Guilherme Fonseca e Joana Marques, realização: Teotónio Bernardo